# Judith Hoag
Judith Hoag (29 de junio de 1968) es una actriz y profesora estadounidense. Se hizo conocida por interpretar April O'Neil en la primera película de las Tortugas Ninja, en 1990. También es conocida por su papel en la serie de películas de Disney Channel, Halloweentown.

## Biografía

### Juventud
Hoag nació en Newburyport, Massachusetts. Comenzó tomar clases de teatro a los trece años en un pequeño teatro de su ciudad natal. Posteriormente, se matriculó en una escuela privada de artes escénicas Walnut Hill School en Natick, Massachusetts.

### Carrera
Hoag se mudó a Cambridge, Massachusetts, donde se involucró con el teatro local. Posteriormente fue a Nueva York, donde cerca de un mes después de su llegada, fue escogida por un dramaturgo con el fin de trabajar en su nueva obra The Times & Appetites de Toulouse Lautrec. Poco después fue sugerida por parte de Lotty Bates en la novela Loving.
Su contrato terminó después de un año y medio. En seguida decidió probar con comerciales logrando participar en decenas de estos. Después actuó en su primera película A Matter of Degrees junto a Tom Sizemore y Arye Gross. 
Sus siguientes películas fueron Cadillac Man, actuando junto a Robin Williams y Tim Robbins y la película independiente Teenage Mutant Ninja Turtles. Por esa época junto a su marido, el actor Vince Grant, se mudaron. 
En 1998 entró a la pantalla chica con una pequeña participación en Armageddon. Después comenzó a participar en una serie de pilotos para televisión y finalmente en series de televisión como Los Archivos Secretos X, la serie de HBO Carnivale, la serie de películas de Disney Channel, Halloweentown, Corazón salvaje donde trabajó con el cantante británico Calvin Goldspink.
Más recientemente, Hoag interpretó a Cindy Dutton-Price en el drama de HBO Big Love. En 2010 interpretó a una médica en el remake de A Nightmare on Elm Street. También apareció como actriz invitada en el capítulo doce de la séptima temporada de la serie Mentes Criminales.